# Greenland (Arkansas)
Greenland è una città degli Stati Uniti d'America situata nello Stato dell'Arkansas, nella Contea di Washington.